# 克莱盖雷克
克莱盖雷克（法語：Cléguérec，法語發音：[kleɡeʁɛk]）是法国莫尔比昂省的一个市镇，属于蓬蒂维区。

## 地理
克莱盖雷克（48°7'27"N, 3°4'14"W）面积62.99 平方千米，位于法国布列塔尼大區莫尔比昂省，该省份为法国西北部沿海省份，位于布列塔尼半岛南部，北起阿摩尔滨海省、西接菲尼斯泰尔省，南濒大西洋，东南接大西洋卢瓦尔省，东临伊勒-维莱讷省。
与克莱盖雷克接壤的市镇（或旧市镇、城区）包括：圣艾尼昂、蓬蒂维、马尔盖纳克、塞格利安、锡尔菲亚克、圣布丽吉特、讷利亚克。
克莱盖雷克的时区为UTC+01:00、UTC+02:00（夏令时）。

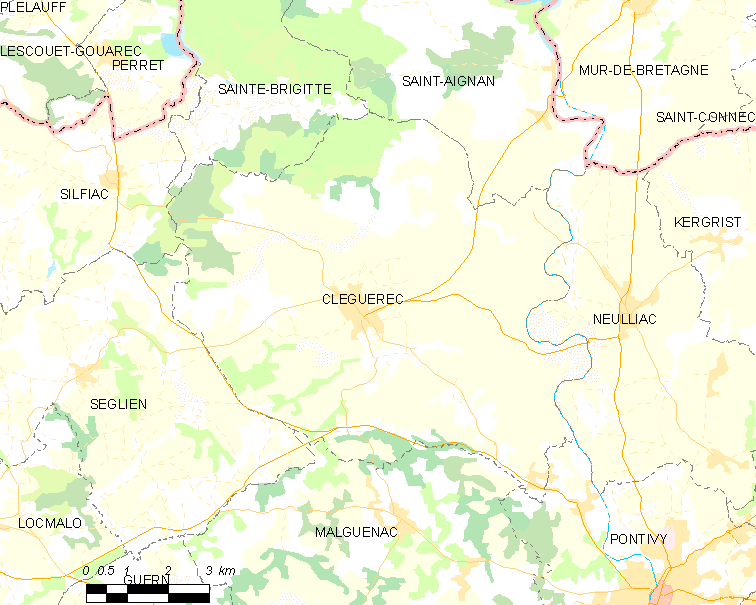
克莱盖雷克的OSM定位图

## 行政
克莱盖雷克的邮政编码为56480，INSEE市镇编码为56041。

## 政治
克莱盖雷克所属的省级选区为古兰县。

## 人口

1962-2008年间克莱盖雷克人口变化图示

克莱盖雷克于2022年1月1日时的人口数量为2849人。